# أنطونيو فرنانديز رودريغيز
أنطونيو فرنانديز رودريغيز (بالإسبانية: Antonino Fernández Rodríguez)‏ هو شخصية أعمال إسباني، ولد في 13 ديسمبر 1917 في Cerezales de Rueda ‏ في إسبانيا، وتوفي في 31 أغسطس 2016 في مدينة مكسيكو في المكسيك.